# Ratatouille Food & Wine
Ratatouille Food & Wine is een restaurant in Haarlem. Het restaurant heeft sinds 2015 een Michelinster.

## Locatie
In 2013 is het restaurant geopend aan de Lange Veerstraat 11 in Haarlem. Twee jaar later, groeide het restaurant naar eigen zeggen, uit zijn jasje op de locatie in de binnenstad van Haarlem.
Eigenaren Jozua Jaring en Marit Oudendijk nemen in 2015 het restaurant Vis&Ko over, op circa 250 meter van hun huidige zaak. In september 2015, verhuisde de eetgelegenheid naar de nieuwe locatie aan rivier de Spaarne, een monumentaal pakhuis uit 1612.

## Geschiedenis
Chef-kok Jozua Jaring deed ervaring op bij onder andere Chapeau! in Bloemendaal. Samen met zijn vrouw Marit Oudendijk opende hij in 2013 Ratatouille Food & Wine in Haarlem.
Tijdens de bekendmaking van de Michelingids van 2015 kreeg het restaurant een Michelinster uitgereikt. In 2024 kende GaultMillau het restaurant 16,5 punten van de maximaal 20 punten toe.